# ジュール・ラドゥメグ
ジュール・ラドゥメグ（Jules Ladoumègue、1906年12月10日 - 1973年3月2日）は、フランスの陸上競技選手。1928年アムステルダムオリンピックの銀メダリストである。

## 経歴
ボルドー、ラ・バスティード区生まれ。まだ10代であった1926年のフランス選手権の5000mで3位となり注目を浴びる。その年の5000mのベスト記録は15分11秒6でランキングは20位であった。
この種目でよい成績を上げていたが、彼のストライド走法は長距離に不向きということで、1927年に短い距離（1500m）に転向することとした。しかし同年のベストは4分3秒6で、フランス選手権でも6位という結果しか残せなかった。
1928年に新しいコーチの下、スタッド・フランセ・パリで練習を積むようになりラドゥメグの競技力は著しく向上する。6月3日には3分58秒0だった記録は、1週間後には3分55秒2まで向上。2週間後には5000mで15分3秒2を記録する。7月1日にはパリ選手権の1500mで3分54秒6を出し優勝。次いでフランス選手権でも3分52秒2で優勝した。この記録は世界歴代3位に相当するもので、アムステルダムオリンピックでは優勝候補の一人に上げられるようになった。
アムステルダムの1500mの決勝は8月2日に行われた。レースはラドゥメグとフィンランドのエイノ・プリエとハリ・ラルバの3人の争いに絞られた。フィンランドの2人をラドゥメグが追いかける形で進んだ。ラスト1週のバックストレッチ、ラドゥメグはプリエとラルバをリード。そのままプリエは置いていかれるがラルバはラドゥメグをマーク。ホームストレートに入ったところで、ラドゥメグとラルバは横に並んだ。そして、残り20mでラルバが抜け出しラルバが金、ラドゥメグは銀メダルという結果に終わった。
オリンピックの後、ラドゥメグは1930年10月に、1500mで史上初めて3分50秒の壁を破る3分49秒2の世界新記録を樹立。1931年7月には2000mで5分21秒8。同年9月には4分の3マイル（1,207m）で3分0秒6の世界新記録も樹立した。
さらに、ラドゥメグは4分の3マイルの世界記録を出した翌週に、パリで1マイルのレースに出場。4分9秒2で、フィンランドのパーヴォ・ヌルミが8年前に出した世界記録を更新。史上初めて4分10秒の壁を破る快挙であった。
ラドゥメグは、国民的英雄となり、1932年ロサンゼルスオリンピックでのメダル獲得が期待された。しかし、彼に対し、レースで報酬を受け取っているという疑惑が持ち上がり、フランスの協会は彼をオリンピックに派遣することをやめ、彼の選手生命も絶たれることとなった。